# Artyleria bezpośredniego wsparcia
Artyleria bezpośredniego wsparcia – zwykle większa część artylerii dywizji przeznaczona do bezpośredniego wspierania pododdziałów piechoty i czołgów. Artyleria bezpośredniego wsparcia składa się z dywizjonów lub dywizjonowych grup artylerii podporządkowanych poszczególnym pułkom.